# Megophrys jinggangensis
Megophrys jinggangensis es una especie de anfibio anuro de la familia Megophryidae.

## Distribución geográfica
Esta especie es endémica de Jiangxi en la República Popular de China. Habita entre los 700 y 850 m de altitud.

## Etimología
Su nombre de especie, que consiste en jinggang y el sufijo latín -ensis, significa "que vive, que habita", y le fue dado en referencia al lugar de su descubrimiento, el Monte Jinggang.

## Publicación original
- Wang, Zhang, Zhao, Sung, Yang, Pang & Zhang, 2012 : Description of a new species of the genus Xenophrys Günther, 1864 (Amphibia: Anura: Megophryidae) from Moung Jinggang, China, based on molecular and morphological data. Zootaxa, n.º 3546, p. 53-67.[4]